# Scapece

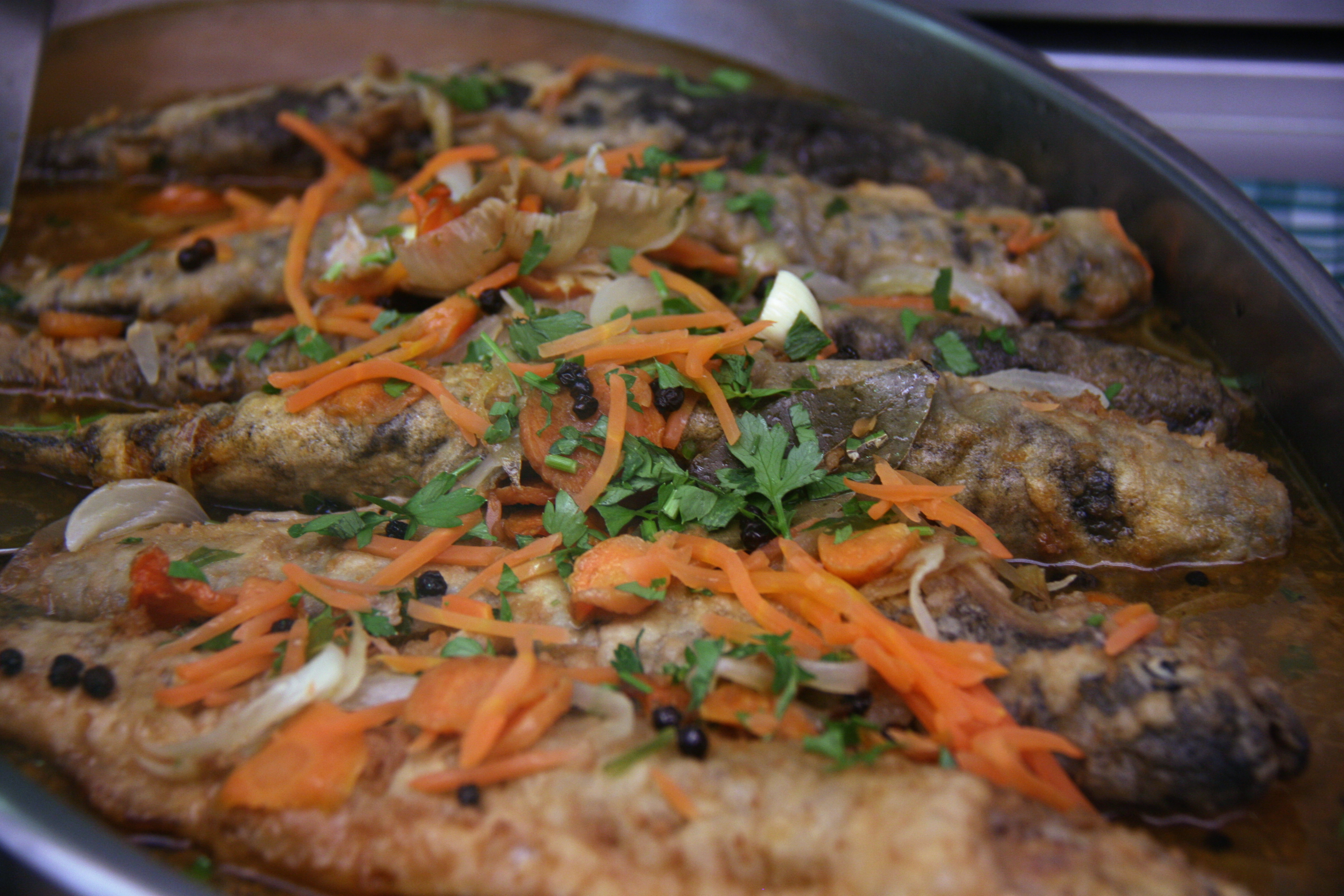
Escabeche di trote

La scapece (voce napoletana, dallo spagnolo escabeche, ovvero "salsa all'aceto", alterazione di vocabolo arabo) è un termine meridionale, in uso anche in Liguria nella variante scabeccio, scabecio e escabecio, che indica un procedimento per la conservazione di alimenti sotto aceto e il prodotto che se ne ottiene. Il metodo per trattare un alimento in scapece rientra nelle operazioni denominate in cucina come marinatura e la tecnica consiste nel friggere l'alimento in olio di oliva e conservarlo in una marinata che può essere composta, a seconda delle ricette, di aceto, vino, menta, zafferano, alloro o pepe in grani. È la trasformazione di un procedimento di origine araba rielaborato dalla tradizione culinaria portoghese, spagnola e italiana.

## Origini
La parola escabeche, secondo il Dizionario Etimologico di Pascual Corominas, proviene dall'arabo sikbâg, che si riferisce ad un sugo di carne con aceto ed altri ingredienti; è un piatto tipico della Persia, che appare già nel libro Le mille e una notte.
La pronuncia volgare di sikbâg suonava come iskebech, da cui escabeche o escabetx in catalano. La forma castigliana escabeche apparve scritta per la prima volta nel 1525, nel Libro de los Guisados di Robert de Nola, edito a Toledo. Questo libro ha anche edizioni precedenti dove apparirebbe la parola escabeche; la prima edizione risale alla metà del secolo XIV, dove appare escabeig a peix fregit. Esiste anche un manoscritto catalano Flors de les medicines, della metà del secolo XV, nel quale appare un riferimento all'escabex.

## La scapece in Italia

### Liguria
Lo "scabeccio" è un piatto di pesce marinato molto comune in tutta la Liguria. Prima s'infarinano e si friggono soprattutto triglie, boghe, acciughe e piccoli pesci in genere e poi si fanno marinare per almeno un giorno in aceto, olio, sale, aglio, cipolle, rosmarino. Va servito a temperatura ambiente.

### Puglia

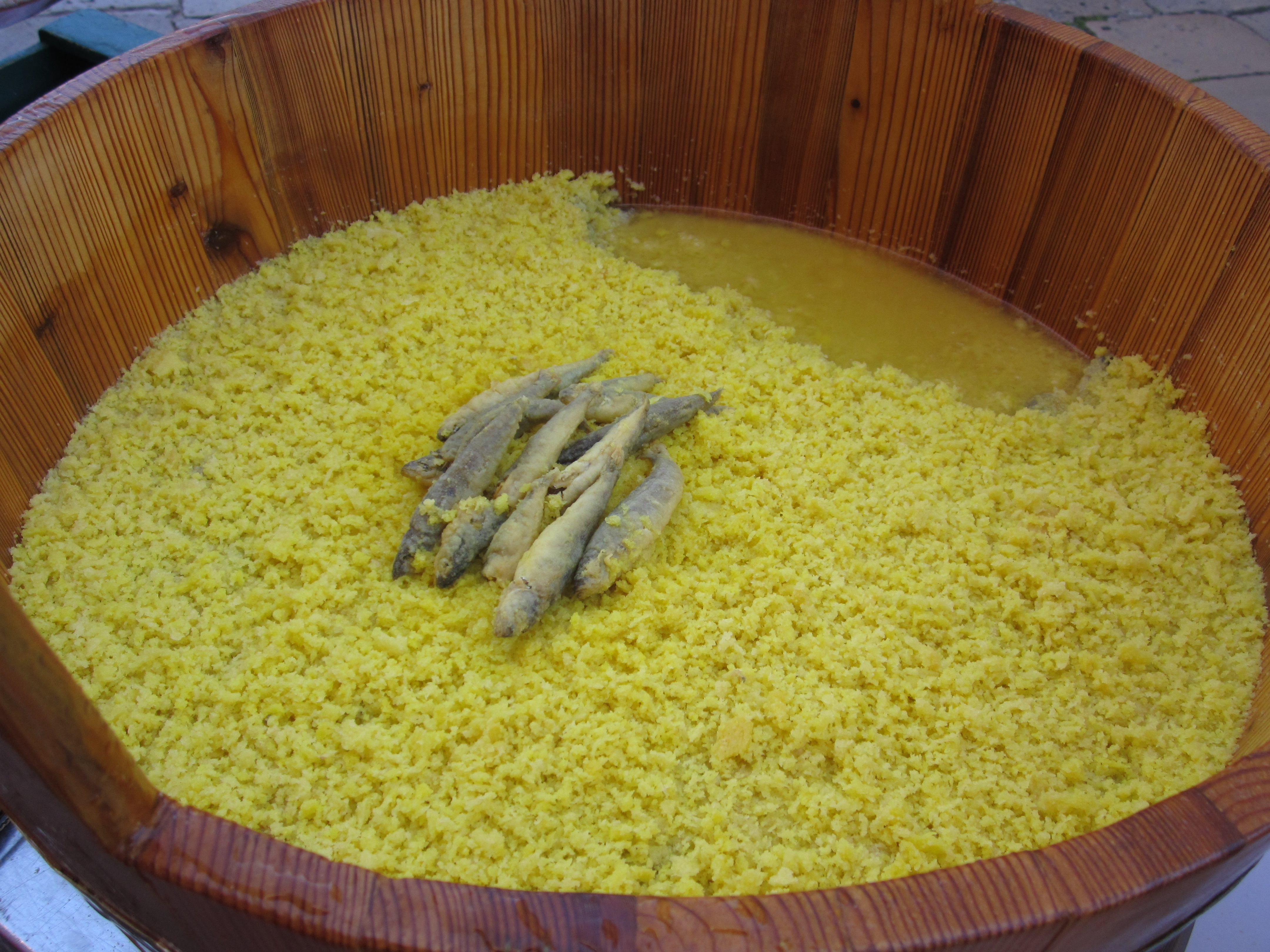
Scapece gallipolina

La "scapece gallipolina" è un piatto tipico di Gallipoli così preparato: prima si frigge il pesce in olio e dopo viene fatto marinare a strati alterni con mollica di pane imbevuta con aceto e zafferano in appositi mastelli in legno. La scapece viene venduta in occasione delle festività patronali e fiere.

### Molise
In Molise, la "scapece molisana" (scapece, in dialetto molisano) è un tipico piatto usato come antipasto nelle feste popolari e sagre. La scapece molisana viene preparata in particolare con razze o palombi, polpi e calamari infarinati, fritti, fatti riposare un'ora e poi marinati con aceto, olio, sale e zafferano. A volte viene servita solo dopo averla lavata in vino bianco per attenuare il sapore dell'aceto.

### Sicilia
A Trapani lo "scapece" è tradizionalmente la parte meno pregiata del tonno rosso (dopo la buzzonaglia) che dopo bollitura, viene conservato sott'olio. Viene anche chiamato maccarone.

### Sardegna
Nella Sardegna meridionale e in particolar modo a Cagliari e dintorni compare in svariate ricette Su Scabecciu, il caratteristico sistema di marinatura, dopo frittura, con olio, aglio e aceto trovando applicazione in molti piatti di pesce e in un tipico metodo di conservazione delle olive, dette appunto "Olive a Scabecciu".

### Abruzzo
In Abruzzo, lo scapece è un tipico piatto del teatino, in particolare della città di Vasto (scapece alla vastese); esso viene fritto, dopo averlo infarinato e poi facendolo marinare con aceto, olio, sale, a cui viene poi aggiunto lo zafferano.

### Campania
In Campania, in particolare nella tradizione culinaria napoletana, le zucchine alla scapece sono una ricetta tipica realizzata con la frittura di zucchine tagliate a fette tonde e successivamente marinate in un intingolo di aceto, aglio e menta fresca.

### Toscana
Ad Orbetello lo "scaveccio" è una tipica ricetta in cui l'anguilla fritta a tranci viene mantenuta in una concia di aceto, vino bianco e spezie (aglio, alloro, rosmarino, peperoncino). La ricetta viene tramandata dal periodo di dominazione spagnola della città, nel XVI secolo.

## L'escabeche nel mondo

### Argentina
L'escabeche è una preparazione per vari tipi di carne in Argentina. Uno tra tutti, per esempio, l'escabeche de carpincho (escabeche di capibara, che è una specie di roditore di circa 70–100 cm di lunghezza).

### Bolivia
L'escabeche è un piatto tipico della Bolivia: si prepara con la pelle e le zampe di maiale cotte oppure di pollo, di solito accompagnati da cipolle, carote e locoto, marinati sotto aceto.
Si prepara anche un escabeche di verdure, mettendo locoto, la ulupica o l'abibi (piccoli frutti piccanti), cipolla, carota e cetriolini in una bottiglia di bocca grande e si versa all'interno l'aceto. Si lascia riposare un giorno per poi mangiarlo. In alcune regioni mettono anche olio nel vaso per poi utilizzarlo a gocce sui piatti come condimento.

### Cile
In Cile si prepara la cebolla en escabeche (cipolla in escabeche), a base di cipolla valenziana fresca (non fermentata) e con l'aggiunta di aceto rosa.

### Cuba
Generalmente si fa l'escabeche con il pesce, tagliato a fette, infarinato e fritto; in seguito si mette a marinare in una miscela in parti uguali di olio di oliva e aceto. Si aggiunge cipolla, peperoncino, olive ripiene con pepe e opzionalmente con capperi; la marinatura deve durare almeno una settimana.

### Giamaica
Nella cucina giamaicana, l'escabeche con il pesce prende il nome di Escovitch fish. Il pesce viene fritto e poi marinato in una salsa a base di aceto, cipolla, carote e peperoncino scotch bonnet. Viene di norma servito con il bammy o coi festival.

### Perù
L'escabeche è un piatto tipico della cucina peruviana importato dagli spagnoli nell'epoca del Vicereame del Perù.

### Uruguay
L'escabeche viene utilizzato di norma per conservare i funghi.